# 啤酒刷

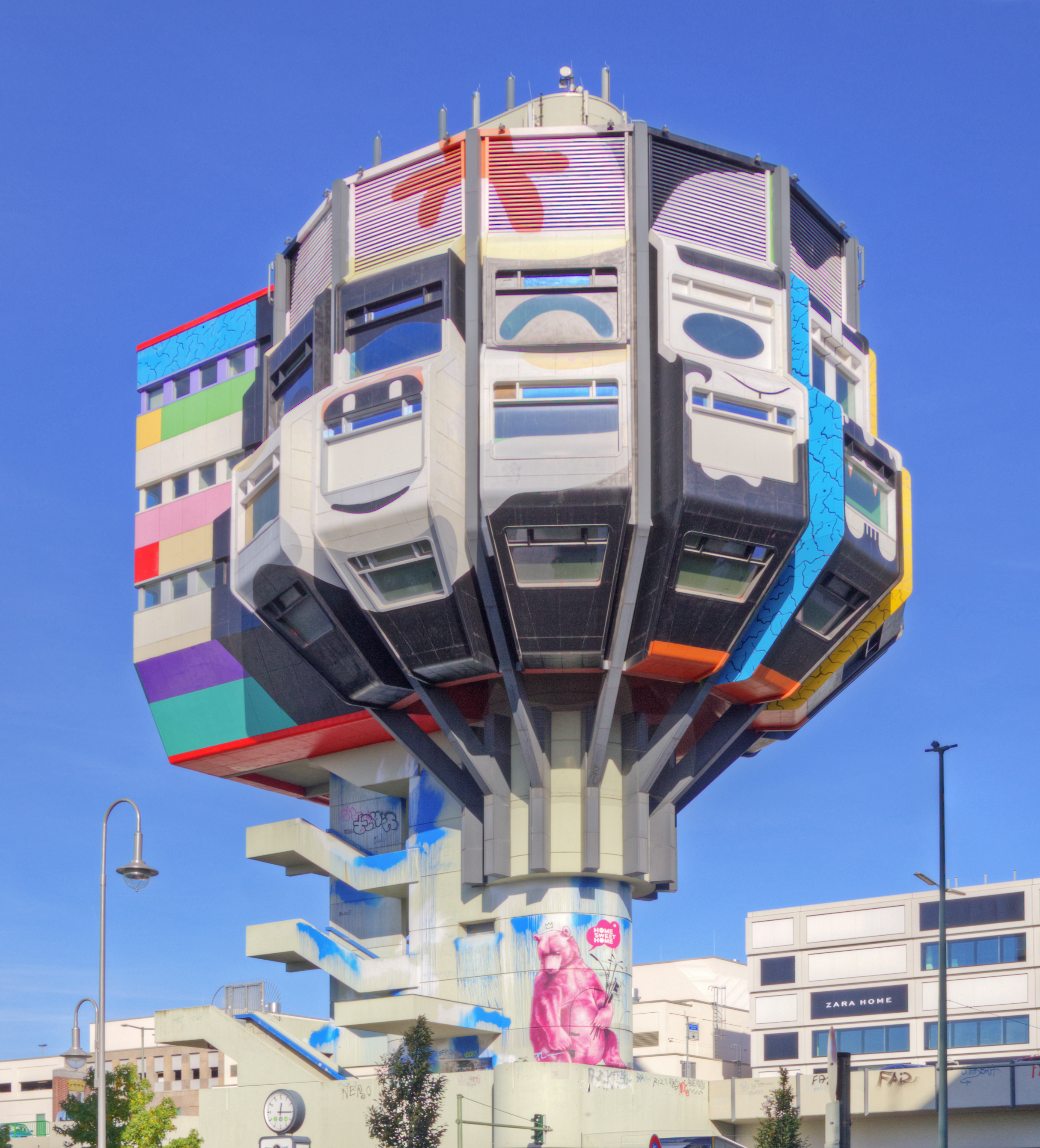
啤酒刷

啤酒刷（Bierpinsel）是位於德國柏林的一座建築，高46米，形狀類似於瞭望塔（原來的建築計劃是樹形）。啤酒刷興建於1972年至1976年。建築共有三層，包括了餐廳及夜總會。
52°27′41″N 13°19′28″E / 52.46139°N 13.32444°E